# 赤林檎
赤林檎（あかりんご、本名：中井 麻美（なかい あさみ）、1994年10月27日 - ）は、日本のプロボクサー、元総合格闘家である。
大阪府茨木市出身。大阪府立山田高等学校、追手門学院大学卒業。第4代女子日本バンタム級王者。第2代WBO女子アジア太平洋バンタム級王者。
リングネームは地下格闘技時代「友達がノリでつけてくれた」とし、由来は「わからない」という。

## 来歴
高校時代はサッカーのクラブチームに所属し、フィールドプレイヤーを望んだが、ゴールキーパーに指名されつまらなかったことを理由に止めた。
一方で高校1年より日本拳法に取り組み大学進学後、西日本学生選手権準優勝などの成績を挙げる。

### 総合格闘技
2017年にアマチュア総合格闘技で2戦2勝した後、ボクシングでオリンピックを目指し練習に励むが、全国大会予選の前日に日本ボクシング連盟（JABF）は過去の総合格闘技参戦をプロとみなされ、アマチュア登録が認められなかった。
目標を失い途方に暮れてる中、DEEP JEWELSに電話をかけると、渡辺華奈との一戦を組むことが決まった。
2018年8月26日、後楽園ホールで行われたDEEP 85 IMPACTにてプロMMAデビュー戦を戦うが、1回4分20秒腕ひしぎ十字固めで敗れる。
2018年12月1日、DEEP JEWELS 22にてジェット・イズミと対戦し、3-0判定でプロ初勝利。
2019年3月9日、DEEP JEWELS 23にてアミバと対戦し、3-0判定で連勝。
2019年4月28日、DEEP CAGE IMPACT in OSAKA 2019にて山口さゆりと対戦し、3-0判定で3連勝。
2019年9月1日、DEEP JEWELS 25のメインで杉山しずかと対戦するが、2回4分4秒腕ひしぎ十字固めで敗れ連勝ストップ。
2019年12月22日、地元大阪で行われたDEEP JEWELS 27のメインでパク・シユンと対戦し、3-0判定で勝利。
2020年7月23日、DEEP JEWELS 29のメインでDEEP JEWELSストロー級暫定王者決定戦を本野美樹と行うが、1回4分23秒TKOで敗れる。
翌日MMA引退とボクシング転向を表明。パンチは得意だったが、寝技やキックが苦手で「蹴らんでいいし投げんでいいから」と言う理由だった。

### ボクシング

#### JBC時代
総合時代から練習で訪れていた真正ボクシングジムに入門。リングネームについては総合格闘技時代のものを2分割した「赤 林檎（あか りんご）」で届け出た。
2021年4月4日、堺市産業振興センターにてプロボクサーデビュー戦を行い、柳尾美佳（花形）に3回0分59秒TKOで勝利。
2021年8月11日、大阪府立体育会館（エディオンアリーナ大阪）第2競技場にて元アマチュア日本王者の菊池真琴（山木）と対戦し、3-0判定で連勝。
2022年4月16日、エディオンアリーナ大阪第2競技場にてWBO女子アジア太平洋バンタム級王座決定戦として元東洋太平洋王者平安山裕子（平仲）と対戦。1回に右ストレートでダウンを奪うと、2回にもラッシュを仕掛けて2度目のダウンを奪いレフェリーストップTKOで勝利し3戦目で初タイトル奪取となった。
2022年8月15日、韓国で崔賢美が持つWBA女子世界スーパーフェザー級王座に挑戦する予定だったが、約1週間前に中止が決まった。
2022年9月4日、韓国ソウルでシン・ボミリとのWBCインターナショナル女子スーパーフェザー級王座決定戦に出場。しかし、7回TKOでプロ初黒星を喫した。
2023年4月15日、エディオンアリーナ大阪第2競技場にて元WIBA世界スーパーバンタム級王者キム・アクタブ（フィリピン）との日本女子バンタム級王座決定戦に臨み、2回にカウンターでダウンを奪うと、さらに右でレフェリーストップを呼び込み1分59秒TKOでタイトル獲得。試合後には1階級下であるスーパーフライ級のWBO世界王者晝田瑞希（三迫）への挑戦を希望するも、直後に日本女子バンタム級6位の山下奈々（REBOOT.IBA）から挑戦を直訴された。
2023年7月28日、日本ボクシングコミッション（JBC）より20日付で日本女子バンタム級王座を返上し、引退届が提出されたことが発表された。

#### 海外移住
2023年8月25日、アメリカに移住して現役を続行することを表明。
2024年明け、メキシコに移住したことをSNSで報告。アメリカでは不法就労の疑いで入国拒否された後、現地プロモーターの助力を受けるも、ビザ申請に時間がかかってしまうためメキシコ移住を決めた。
2024年6月14日、1年2か月ぶりかつメキシコ初戦としてメキシコシティにて試合予定していたが、延期。9月27日にモンテレイにてバンタム級8回戦としてマリア・フェルナンド・オルテガと対戦し、7回TKOで勝利。
2025年2月28日、メキシコシティにてメキシコ2戦目を予定していたが、計量前日になって中止が決定した。

## 戦績

### ボクシング
- 5戦 4勝 3KO 1敗

| 戦           | 日付          | 勝敗 | 時間    | 内容    | 対戦相手                       | 国籍       | 備考                                                  |
| ------------ | ------------- | ---- | ------- | ------- | ------------------------------ | ---------- | ----------------------------------------------------- |
| 1            | 2021年4月4日  | ☆    | 3R 0:59 | TKO     | 柳尾美佳(花形)                 | 日本       | プロデビュー戦                                        |
| 2            | 2021年8月11日 | ☆    | 6R      | 判定3-0 | 菊池真琴(山木)                 | 日本       |                                                       |
| 3            | 2022年4月16日 | ☆    | 2R 1:23 | TKO     | 平安山裕子(平仲)               | 日本       | WBO女子アジア太平洋バンタム級王座獲得                 |
| 4            | 2022年9月4日  | ★    | 7R      | TKO     | シン・ボミリ                   | 韓国       | WBC女子インターナショナルスーパーフェザー級王座決定戦 |
| 5            | 2023年4月16日 | ☆    | 2R 1:59 | TKO     | キム・アクタブ                 | フィリピン | 女子日本バンタム級王座獲得                            |
| 6            | 2024年9月27日 | ☆    | 7R      | TKO     | マリア・フェルナンド・オルテガ | メキシコ   |                                                       |
| テンプレート |               |      |         |         |                                |            |                                                       |

### 総合格闘技
| 総合格闘技 戦績 | 総合格闘技 戦績 | 総合格闘技 戦績 | 総合格闘技 戦績 | 総合格闘技 戦績 | 総合格闘技 戦績 | 総合格闘技 戦績 |
| --------------- | --------------- | --------------- | --------------- | --------------- | --------------- | --------------- |
| 7 試合          | (T)KO           | 一本            | 判定            | その他          | 引き分け        | 無効試合        |
| 4 勝            | 0               | 0               | 4               | 0               | 0               | 0               |
| 3 敗            | 1               | 2               | 0               | 0               | 0               | 0               |

| 勝敗 | 対戦相手         | 試合結果                 | 大会名                                                   | 開催年月日     |
| ×    | 本野美樹         | 1R 4:23 TKO              | DEEP JEWELS 29 【DEEP JEWELS ストロー級暫定王者決定戦 】 | 2020年7月23日  |
| ○    | パク・シユン     | 5分3R終了 判定3-0        | DEEP JEWELS 27                                           | 2019年12月22日 |
| ×    | 杉山しずか       | 2R 4:04 腕ひしぎ十字固め | DEEP JEWELS 25                                           | 2019年9月1日   |
| ○    | 山口さゆり       | 5分2R終了 判定3-0        | DEEP CAGE IMPACT in OSAKA 2019                           | 2019年4月28日  |
| ○    | アミバ           | 5分2R終了 判定3-0        | DEEP JEWELS 23                                           | 2019年3月9日   |
| ○    | ジェット・イズミ | 5分2R終了 判定3-0        | DEEP JEWELS 22                                           | 2018年12月1日  |
| ×    | 渡辺華奈         | 1R 4:20 腕ひしぎ十字固め | DEEP 85 IMPACT                                           | 2018年8月26日  |

### アマチュア総合格闘技
| 総合格闘技 戦績 | 総合格闘技 戦績 | 総合格闘技 戦績 | 総合格闘技 戦績 | 総合格闘技 戦績 | 総合格闘技 戦績 | 総合格闘技 戦績 |
| --------------- | --------------- | --------------- | --------------- | --------------- | --------------- | --------------- |
| 2 試合          | (T)KO           | 一本            | 判定            | その他          | 引き分け        | 無効試合        |
| 2 勝            | 0               | 0               | 2               | 0               | 0               | 0               |
| 0 敗            | 0               | 0               | 0               | 0               | 0               | 0               |

## 獲得タイトル
- 第2代WBO女子アジアパシフィックバンタム級王座（防衛0=返上）
- 第4代日本女子バンタム級王座（防衛0=返上）